# Список королей Нортумбрии

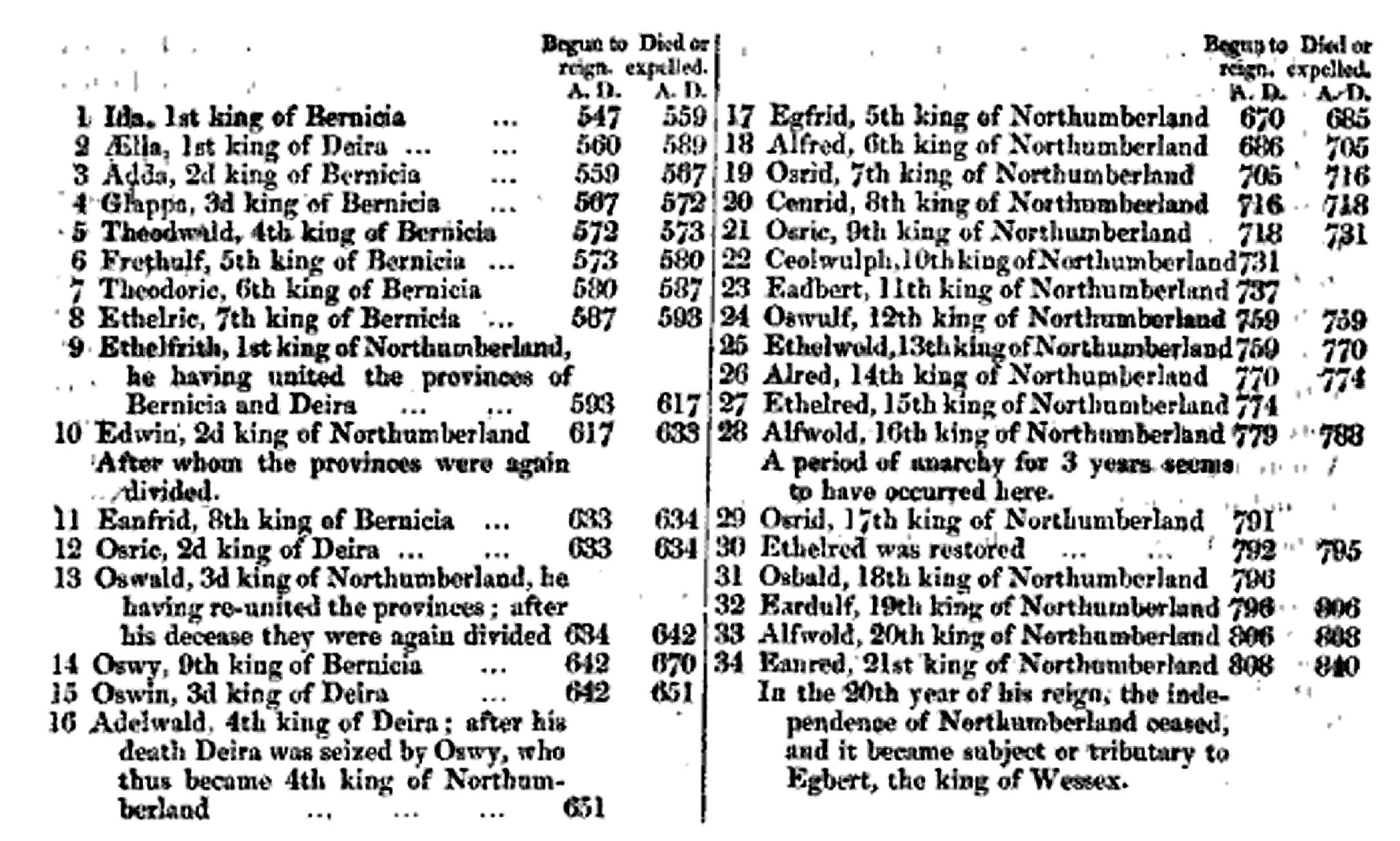
Список правителей Берниции, Дейры и Нортумбрии с 547 года

Король Нортумбрии — монарх, правивший в королевстве Нортумбрия, существовавшем в VII—IX веках на севере современной Англии. Королевство возникло путём слияния двух более ранних англо-саксонских королевств, Берниции и Дейры. В VII веке монархи Нортумбрии играли одну из ведущих роль в истории Британии: трое из них — Эдвин, Освальд и Освиу — носили титул бретвальды. С начала IX века короли Нортумбрии признавали над собой верховную власть королей Уэссекса. Последние короли Нортумбрии безуспешно боролись с вторжениями викингов, под ударами которых их королевство окончательно пало в 878 году.
Ниже приведен список королей Нортумбрии.
- 616—633 — Эдвин Святой (Edwin)
- 634—642 — Освальд Святой (Oswald)
- 642—670 — Освиу, король Берниции и Дейры (Oswiu)
- 670—685 — Эгфрит (Ecgfrith)
- 685—704 — Элдфрит (Aldfrith)
- 704—705 — Эдвульф I (Eadwulf)
- 705—716 — Осред I (Osred)
- 716—718 — Коэнред (Coenred)
- 718—729 — Осрик (Osric)
- 729—737 — Кеолвулф (Ceolwulf)
- 737—758 — Эдберт (Eadberht)
- 758—759 — Освулф (Oswulf)
- 759—765 — Этелвалд Молл (Æthelwald)
- 765—774 — Элхред (Alhred)
- 774—779 — Этельред I (Æthelred)
- 779—788 — Эльфволд I (Ælfwald)
- 788—790 — Осред II (Osred)
- 790—796 — Этельред I (Æthelred)
- 796 — Осбальд (Osbald)
- 796—806 — Эрдвульф (Eardwulf)
- 806—808 — Эльфволд II (Ælfwald)
- 808—810 — Эрдвульф (Eardwulf)
- 810—841 — Энред (Eanred)
- 841—844 — Этельред II (Æthelred)
- 844 — Редвульф (Rædwulf)
- 844—848 — Этельред II (Æthelred)
- 848—862/863 — Осберт (Osberht)
- 862/863—867 — Элла II (Ælle)

Короли Берниции
- 867—872 — Экгберт I (Ecgberht)
- 872—876 — Риксиг (Ricsige)
- 876—888 — Экгберт II (Ecgberht)

Элдормены Бамборо
- список элдорменов

Дейра под управлением скандинавского Йорка с 878 года.